# Alexandr Borodin
Alexandr Porfirevich Borodin (cirílico: Александр Порфирьевич Бородин) (São Petersburgo, 12 de novembro de 1833 — 27 de fevereiro de 1887) foi um compositor e químico russo de origem georgiana. Foi membro do Grupo dos Cinco, ao lado de Mily Balakirev, César Cui, Modest Mussorgsky e Nikolai Rimsky-Korsakov. Os cinco estão sepultados no Cemitério Tikhvin.

## Infância, carreira científica e morte
Filho ilegítimo do Príncipe georgiano Luka Gedevanishvili (ou Gedianov, em russo), teve sua paternidade atribuída a um servo do nobre, Porfiry Borodin. Apesar de ter recebido lições de piano quando criança, sua educação foi direcionada às ciências. Formado em medicina, interessado pela química, aperfeiçoou-se em Heidelberg, Alemanha (1859-1862).
Sua carreira na medicina não deu certo; na primeira ocasião em que teve de tratar feridos, desmaiou ao ver sangue.
Em toda sua vida, Borodin dedicou-se quase inteiramente à química, escrevendo muitos tratados científicos e fazendo muitas descobertas, notadamente no campo do benzol e aldeídos. Também foi professor de química orgânica na Academia Militar de São Petersburgo (1864-1887) e fundou uma escola de medicina para mulheres. Considerava-se apenas "um compositor aos domingos".
Vítima da cólera, morreu em 1887, de aneurisma dissecante de aorta e rompimento de aneurisma de coronária causando derrame pericárdico e tamponamento cardíaco e em consequência morte súbita, durante um baile de máscaras na Academia de Medicina de São Petersburgo. Foi sepultado no Cemitério Tikhvin, Monastério Alexandr Nevski, em São Petersburgo.

## O compositor
Apesar de já ter noções de música, tendo inclusive escrito um dueto para piano aos nove anos de idade, foi só ao conhecer Mily Balakirev, em 1862, que passou a compor com seriedade. Balakirev convenceu-o a integrar-se ao Grupo dos Cinco, com cujas ideias nacionalistas se identificava. Também o ajudou a compor sua primeira sinfonia, a qual regeu na estreia, em 1869.
No mesmo ano, começou a compor a segunda sinfonia, que não foi bem recebida na estreia, em 1877, sob a batuta de Eduard Naprávník. Após uma pequena re-orquestração, foi elogiada pelo público em sua nova apresentação, desta vez conduzida por Rimsky-Korsakov, em 1879. Em 1880, na Alemanha, Franz Liszt regeu esta mesma sinfonia, dando a Borodin fama fora da Rússia.
Em 1869 começou a compor sua obra mais importante: a ópera O Príncipe Igor. Trabalhou nela por 18 anos até sua morte, deixando-a incompleta, e foi terminada por Nikolai Rimsky-Korsakov e Alexandr Glazunov em 1890.
Borodin também escreveu numerosas peças para piano, melodias, música de câmara, entre outros.

## Obra

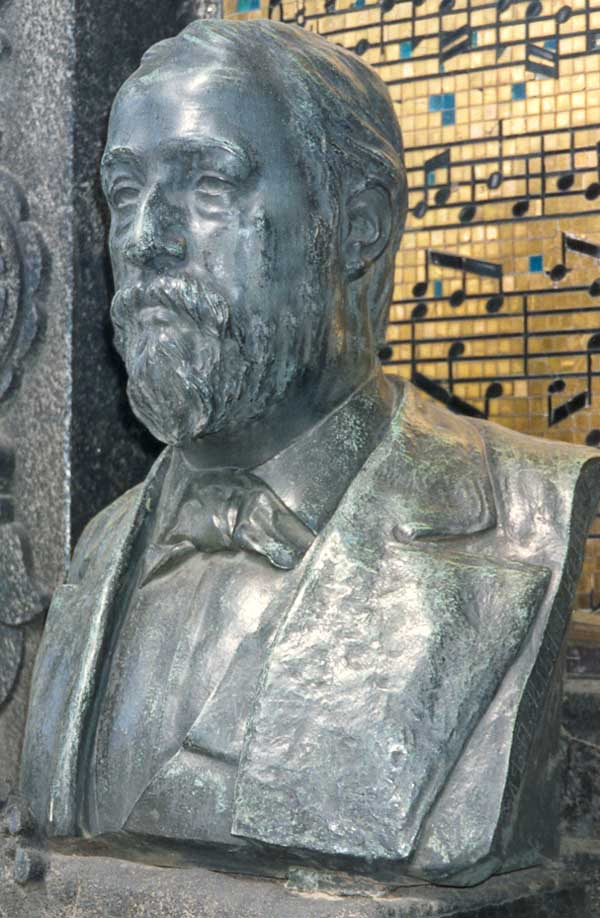
Busto de Borodin em São Petersburgo

### Óperas
- O Príncipe Igor (1890)
  - Danças Polovetsianas, muitas vezes executada como peça à parte

### Poemas Sinfônicos
- Nas Estepes da Ásia Central

### Quartetos de Cordas
- Quarteto No. 1 em Lá maior
- Quarteto No. 2 (1881), em Ré maior

### Sinfonias
- Sinfonia No. 1 (1869), em Mi bemol maior
- Sinfonia No. 2 (1879), em Si menor
- Sinfonia No. 3 (1887), em Lá menor – Inacabada. Terminada por Glazunov (dois movimentos).